# Jerónimo Gomáriz
Jerónimo Gomáriz Latorre (Murcia, 1900 - México, 1964) fue un abogado y político español, diputado en las Cortes Españolas durante la Segunda República por Alicante, donde vivió hasta que en octubre de 1936 fue nombrado cónsul en Orán y tres años después se exilió en México tras la derrota republicana en la guerra civil española.
Miembro de la Masonería y convencido anticlerical, participó en la proclamación de la Segunda República Española en Alicante. Fue elegido diputado por la provincia de Alicante por el Partido Republicano Radical-Socialista en las elecciones generales de España de 1931 y por la Unión Republicana dentro del Frente Popular (España) en las elecciones de febrero de 1936. Al estallar la guerra civil española fue nombrado subsecretario de Justicia y fue miembro de la Asociación de Amigos de la Unión Soviética. El 1 de octubre de 1936 fue nombrado cónsul plenipotenciario en Orán —«poco más que una sinecura que le puso al abrigo de la guerra»—. Al terminar la guerra civil española se exilió en México, donde se dedicó a los negocios.
En las Cortes Republicanas formadas tras las elecciones de febrero de 1936 desempeñó el cargo de secretario de la Comisión de Actas donde se alineó con las posturas más extremistas que pretendían anular la elección de los principales líderes de las derechas. Así, apoyó la propuesta de que el líder de la CEDA José María Gil Robles fuera privado de su acta de diputado por Salamanca, lo que finalmente no sucedió, e incluso fue más allá cuando secundó la intervención de la diputada comunista Dolores Ibárruri Pasionaria para que Gil Robles fuera detenido inmediatamente, expresando su deseo de que se castigara a quien «haya inducido al asesinato» —en alusión directa a Gil Robles—. En su intervención se manifestó contrario al régimen parlamentario a pesar de ser diputado por un partido democrático como Unión Republicana. «Mientras aceptemos el régimen parlamentario nos falta apoyo sólido para anularla [la elección de Gil Robles]», dijo.